# Samuel Arthur Saunder
Samuel Arthur Saunder (Londres, 18 de mayo de 1852-8 de diciembre de 1912) fue un matemático y selenógrafo británico, profesor en el Wellington College de Berkshire. Inició la labor de normalizar la nomenclatura de los elementos del relieve de la Luna.

## Semblanza
Saunder era hijo de William Deacle Saunder, cirujano dental, y de Sarah Patience Nokes. Se educó en la St Paul's School de Londres, y posteriormente accedió al Trinity College de la Universidad de Cambridge, donde se graduó en 1875 con excelentes calificaciones. Casado en 1888 con Alice Duthoit, la pareja tuvo tres hijos (la mayor murió durante la infancia). Saunder enviudó en 1893, ocho días después del nacimiento de su último hijo.
Saunder fue uno de los primeros en utilizar fotografías de la Luna para medir y triangular su relieve. Poseía un telescopio refractor de 7 pulgadas Throughton & Simms, instalado en un pequeño observatorio anexo a su casa.
También fue el responsable de señalar el confuso estado de la nomenclatura lunar a principios del siglo XX, iniciando el proceso de estandarizar los nombres de los elementos del relieve lunar.

## Reconocimientos
- En 1894 fue elegido miembro de la Real Sociedad Astronómica.[1]
- En 1908 accedió al cargo de Profesor Gresham de astronomía, pronunciando conferencias públicas sobre el tema.[4]

## Eponimia
- El cráter lunar Saunder lleva desde 1935 este nombre en su memoria.[5][6]